# أسبي
بلدية أسبي (بالإسبانية: Aspe) هي بلدية تقع في مقاطعة أليكانتي التابعة لمنطقة بلنسية شرق إسبانيا.

## الديموغرافيا
بلغ عدد سكان بلدية أسبي 20.292 نسمة عام 2011 (وفقاً للمعهد الوطني الإسباني للإحصاء).
| 16.391 | 16.492 | 16.976 | 18.203 | 19.246 | 20.180 | 20.292 |

## أعلام
- بيدرو سانشيز
- مانويل كاستييانو كاسترو
- فيسنتي بيريز